# مقاطعة مياندورود (مازندران)
مقاطعة مياندورود (بالفارسية: شهرستان میان‌دورود) هي منطقة سكنية في إيران وتقع في مازندران يقدر عدد السكان في
مقاطعة مياندورود، بـ 53,862 نسمة .